# Komichelo Kayumba
Komichelo Kayumba est une joueuse congolaise (RDC) de basket-ball.

## Carrière
Komichelo Kayumba évolue en équipe du Zaïre dans les années 1980 et 1990 ; elle remporte notamment le Championnat d'Afrique féminin de basket-ball 1983 et dispute le Championnat du monde féminin de basket-ball 1983, terminant à la 14e place.